# Davide Taini
Davide Taini (* 7. Dezember 1976 in Singen, Deutschland) ist ein ehemaliger schweizerisch-italienischer Fussballtorhüter.

## Karriere
Davide Taini wechselte in der Sommerpause 2001 vom FC Winterthur zum FC Zürich. Nach einem Jahr setzte sich Taini als Nummer 1 des Stadtclubs gegen Miroslav König durch. Nach zwei Jahren als Stammspieler musste er dem aufstrebenden Johnny Leoni seinen Platz überlassen.
Ab der Saison 2006/07 spielte Taini für den FC Wil, bei dem er bis zur Saison 2010/11 Stammtorhüter war. Nebenbei unterrichtet er Sport in der Berufsschule Winterthur.
2011 bekam Taini nochmals eine Chance in der Super League zu spielen und kehrt damit zu seinem Jugendverein Grasshopper Club Zürich als Nummer 2 hinter Roman Bürki zurück. Auf Ende der Saison 2013/14 beendete er seine aktive Spielerlaufbahn. Seit der Saison 2015/16 ist er wieder beim FC Zürich, als Torhütertrainer. Als Torhütertrainer wurde er in der Saison 2021/2022 Schweizer Meister.

## Titel und Erfolge
FC Zürich
- Schweizer Meister: 2006

Grasshopper Club Zürich
- Schweizer Cupsieger: 2013